# 夢想歌
「夢想歌」（むそうか）は、Suaraの1作目のシングル。2006年4月26日にLantisからリリースされた。

## 解説
- 表題曲の「夢想歌」はテレビアニメ『うたわれるもの』オープニングテーマとして使用された。
- カップリング曲の「星想夜曲」は、ハクオロとエルルゥを織姫と彦星に見立てて作られている[1]。
- エルルゥとアルルゥのイラストが描き下ろされたイラストと、Suaraの写真によるダブルジャケット仕様で構成されている。
- suaraのシングルとしては最大のセールスを記録。

## 収録曲
1. 夢想歌 [4:07] 
作詞 - 須谷尚子、作曲 - 衣笠道雄、編曲 - 豆田将
2. 星想夜曲 [5:47] 
作詞 - 未海、作曲 - 衣笠道雄、編曲 - 豆田将
3. 夢想歌 <instrumental>
4. 星想夜曲 <Instrumental>